# Caterina Farassino
Caterina Farassino (Torino, 16 settembre 1977 – Torino, 4 ottobre 2005) è stata una fotografa e cantante italiana.

## Biografia
Figlia del cantautore Gipo Farassino.
La sua attività di fotografa (in particolare di rock underground) e artista di varie iniziative, è stata soprattutto di stampo umanitario e musicale.
Nel periodo antecedente l'incidente stradale del 2005, nel quale perse la vita a Torino, aveva realizzato dei lavori fotografici per le band musicali torinesi Subsonica e Linea 77, più un libro per la Lega italiana per la lotta contro l'AIDS.
Nel 2004 ha vinto il premio Six Days Sonic Madness Festival, di cui è stata direttrice artistica l'anno successivo.
Il 4 ottobre 2005, alle 3:27, la sua Fiat Punto esce di strada a Torino, all'altezza di corso San Maurizio angolo via Rossini, finendo contro un platano. Immediatamente ricoverata in ospedale, muore poco dopo a causa delle gravi ferite alla testa e al torace; aveva 28 anni.
La fondazione che ha il suo nome organizza premi e concerti a lei dedicati.
I Subsonica le dedicano Quattrodieci, terzo singolo estratto dall'album L'eclissi, il cui testo del chitarrista Max Casacci parla proprio (indirettamente) della sua morte. Infatti il titolo del singolo è un chiaro riferimento alla data del fatto.